# 意図振戦
意図振戦（いとしんせん、英:intention tremor）とは小脳損傷時にしばしば認められる失調症状の1つで、企図振戦とも呼ばれる。安静時にはほとんど生じないが、運動時、特に運動終了直前に生じる律動的な運動疾患である。頭部や体軸側の抗重力筋において発生が顕著である。